# Самбірський деканат
Самбірський деканат — колишня структурна одиниця Перемишльської єпархії греко-католицької церкви з центром в м. Самбір. Очолював деканат декан.

## Територія
В 1936 році в Самбірському деканаті було 20 парафій:
1. Парафія с. Бабина;
2. Парафія с. Бараничі з філіями в с. Воля Баранецька, с. Хлівиска та приходом у присілку Копань;
3. Парафія с. Береги;
4. Парафія с. Блажів з філією в с. Монастирець;
5. Парафія с. Ваньовичі з філією в с. Морозовичі та приходом у с. Стрілковичі;
6. Парафія с. Викоти;
7. Парафія с. Воля Коблянська;
8. Парафія с. Вяцковичі з філією в с. Ятвяги;
9. Парафія с. Кобло Старе з філією в с. Бережниця;
10. Парафія с. Корничі;
11. Парафія с. Кульчичі (з Кульчичами Рустикальними);
12. Парафія с. Містковичі з філіями в с. Ковиничі, с. Зарайсько;
13. Парафія с. Ольшаник;
14. Парафія с. Пиняни;
15. Парафія с. Пяновичі з філією в с. Максимовичі та приходом у с. Лановичі;
16. Парафія м. Самбір з філіями в с. Радловичі, с. Бісковичі
17. Парафія с. Торгановичі;
18. Парафія с. Торчиновичі з філією в с. Бачина;
19. Парафія с. Черхава з філіями в с. Лукавиця, с. Лопушна;
20. Парафія с. Чуків (Чуква) з філією в с. Угерці Заплатинські.

### Декан
- 1936 — Плешкевич Юліян в Самборі.

### Кількість парафіян
1936 — 34 040 осіб.
Деканат було ліквідовано в 1946 р.